# Krzysztof Witkowski (ur. 1977)
Krzysztof Józef Witkowski (ur. 26 lipca 1977) – polski przedsiębiorca – deweloper, Łodzianin Roku 2020.

## Życiorys
Założyciel (wraz z matką) i prezes powstałej w 2000 roku firmy deweloperskiej Virako (dawniej Centrum Biurowe Ziemia Obiecana), od 2015 członek zarządu Virako Holding, członek organu nadzoru Fundacji Serce dla Serc Centralnego Szpitala Klinicznego Uniwersytetu Medycznego w Łodzi i Fundacji Virako-Szczęśliwe Podwórka. Organizator Letniej Sceny Monopolis w parku Źródliska w Łodzi przy udziale m.in. Teatru Polskiego i Teatru Kamienica, a także (wraz z Andrzejem Sewerynem) Festiwalu Sztuki Aktorskiej Teatropolis. Organizator i inicjator akcji społecznej w okresie pandemii COVID-19 polegającej na skupowaniu posiłków od restauracji w Monopolis i przekazywaniu ich do wybranych łódzkich szpitali oraz akcji „Seniorom wigilijnie z Monopolis” polegającej na zapewnieniu posiłku seniorom samotnie spędzającym święta Bożego Narodzenia (2020). Ponadto pasjonat jeździectwa – uczestnik i zwycięzca zawodów Salio Summer Cup (2013–2015) w Gajewnikach oraz zawodów jeździeckich w Gałkowie.

## Realizacje deweloperskie
- 2004: Centrum Biznesowe Faktoria (2004)[10] – rewitalizacja Fabryki Motorów Henryka Wagnera z 1920 roku[11][6] (ul. Dowborczyków 25, Łódź)[10],
- 2009: Forum 76 (al. marsz. J. Piłsudskiego 76, Łódź)[12],
- 2020: Monopolis – Rewitalizacja Zespołu Zakładów Przemysłu Spirytusowego „Monopol Wódczany” z 1902 roku (ul. Kopcińskiego 58/60, Łódź)[6].

## Nagrody
- Nagroda II stopnia w konkursie Budowa Roku (2009) dla budynku Forum 76, przyznana Polskiego Związku Inżynierów i Techników Budownictwa, w kategorii budynki biurowo-administracyjne[13].
- Nagroda Biurowiec Roku w Polsce (2012 i 2014) za budynek Forum 76 w plebiscycie Eurobuild Awards[14].
- Najlepszy obiekt mixed-use na świecie (2020) za Monopolis w plebiscycie MIPIM Awards(inne języki)[4].
- Łodzianin Roku 2020 w plebiscycie Radia Łódź[3].